# Betânia do Piauí
Betânia do Piauí is een gemeente in de Braziliaanse deelstaat Piauí. De gemeente telt 6.442 inwoners (schatting 2009).